# Gyüdi Sándor (karmester)
Gyüdi Sándor (Szekszárd, 1959. május 11. –) Liszt Ferenc-díjas magyar karmester, a Szegedi Szimfonikus Zenekar igazgatója, a Vaszy Viktor Kórus vezető karnagya, a Szegedi Nemzeti Színház volt főigazgatója és zeneigazgatója.

## Élete, pályafutása
Pécsett nevelkedett, a Nagy Lajos Gimnázium fizika tagozatán érettségizett, gyerekkorában gordonkázni, később énekelni tanult. Már szegedi egyetemistaként megismerte az ország, amikor győzött az 1983-as Ki mit tud?-on saját alapítású együttesével, a Canticum Kamarakórussal, amellyel később számos nemzetközi versenyt is megnyert.
A JATE-n (ma Szegedi Tudományegyetem) matematika-fizika szakos középiskolai tanárként végzett, majd Szeged ösztöndíjasaként 1988-ban diplomázott a Zeneakadémián (ma Liszt Ferenc Zeneművészeti Egyetem), ugyanabban az évben a Szegedi Nemzeti Színház karigazgatója lett és átvette a városi oratóriumkórus, a Vaszy Viktor Kórus vezetését is. Az 1989/90-es évadtól operaelőadások karmestere; repertoárja mára a teljes operairodalmat átfogja. 1992-ben vendég-karigazgatóként a torinói Teatro Regióban dolgozott. Gregor Józseftől (Don Pasquale, Szerelmi bájital, A varázsfuvola, koncertek) Tokody Ilonán (koncertek) át Rost Andreáig (Lammermoori Lucia, Bohémélet, koncertek) dirigálta a magyar énekesgárda legjobbjait, neves külföldi operaénekesek közül többek között 2003-ban Montserrat Caballé gálaestjének karmestere volt, 2009-ben José Cura Tosca-előadásait vezényelte.
Színházi munkája mellett 1990-től zenekari koncerteket is vezényel, mára szinte egész Európában, ezenkívül Izraelben, Mexikóban, Kínában és Dél-Koreában vendégszerepelt, különösen Olaszországban és Spanyolországban aktív. 1999-ben a Szegedi Szimfonikus Zenekar igazgató-karnagyává választották. A barokktól a kortárs zenéig ível repertoárja, szólistaként partnere volt többek között Ránki Dezső, Jandó Jenő, Bogányi Gergely, Perényi Miklós, Onczay Csaba, Szecsődi Ferenc, Kelemen Barnabás, Baráti Kristóf és számos jelentős külföldi művész. Együtteseivel rendszeresen vendégszerepel Nyugat-Európában, 2003-ban a spanyol királyi család húsvéti koncertjét dirigálta a Palma-i katedrálisban. A vezető magyar zenekarok mellett német, olasz, spanyol, portugál, román, szerb, norvég, svéd, izraeli, mexikói és koreai együtteseknél vendégszerepelt. 1980 óta rendszeres szereplője a Magyar Rádió műsorainak. CD-felvételei belga, olasz, osztrák és angol kiadóknál jelentek meg (többek között Mozart-zongoraversenyek, Dvořák versenyművei); a Hungaroton kiadásában Madarász Iván zenés meséi és egy árialemez. Nevéhez fűződik számos magyar komponista – köztük Farkas Ferenc, Lendvay Kamilló, Dubrovay László, Madarász Iván és Tóth Péter – több művének és Marco Tutino A gyertyák csonkig égnek c. operájának ősbemutatója, továbbá számos magyarországi bemutató. A kilencvenes évektől több nemzetközi zenei verseny és fesztivál zsűritagja. 2002 és 2009 között a Magyar Szimfonikus Zenekarok Szövetségének társelnöke volt, 2014-től újra elnökségi tagja. 2006 februárjától 2007 júniusáig vezető karnagya volt a Debreceni Kodály Kórusnak. 2008-tól 2018-ig a Szegedi Nemzeti Színház főigazgatója, majd 2018-tól 2020-ig zeneigazgatója, mellette a Szegedi Szimfonikus Zenekar vezető karmestere és művészeti vezetője volt; 2018-tól ismét a Szegedi Szimfonikus Zenekar igazgatója. A Szegedi Tudományegyetem Bartók Béla Művészeti Karán óraadó tanár, címzetes főiskolai docens.

## Díjak, elismerések
- Kazinczy-érem (1981)
- Artisjus-díj (1986, 2004, 2010, 2022[3])
- Bartók–Pásztory-díj (a szegedi operatársulat tagjaként) (1989)
- Vaszy Viktor-emlékérem (1990)
- Vaszy Viktor-díj (1996)
- Szeged Kultúrájáért díj (2001)
- Lőw Lipót-díj (2003)
- Szegedért Emlékérem (2004)
- Liszt Ferenc-díj (2006)
- A Szegedért Alapítvány Gregor József-díja (2007)
- A Magyar Érdemrend lovagkeresztje (2014)
- A Lengyel Köztársasági Érdemrend lovagkeresztje (2016)[4]
- KÓTA Díj (2023)[5]